# Arcos (La Coruña)
Arcos (llamada oficialmente Santiago de Arcos) es una parroquia del municipio de Mazaricos, en la provincia de La Coruña, Galicia, España.

## Entidades de población
Entidades de población que forman parte de la parroquia:
- Arcos
- Cabanude
- Cornes
- Curra (A Curra)
- Engilde (O Enxilde)
- Fieiro (O Fieiro)
- Figueira
- Foriño (O Furiño)
- Gándara (A Gándara)
- Gian (O Xián)
- Ginzo (Xinzo)
- Noveira (A Noveira)
- Reboredo
- Riveiratorta (A Ribeiratorta)
- Señorío (O Señorío)

## Despoblado
- Lugariño (O Lugariño)

## Demografía
| Gráfica de evolución demográfica de Arcos entre 2000 y 2018 |
|                                                             |
| Población de derecho según el padrón municipal del INE      |